# Norwich International Airport
Norwich International Airport, (IATA: NWI, ICAO: EGSH) is het internationale vliegveld nabij Norwich, in het graafschap Norfolk, Engeland. In 2017 maakten er 528,153 passagiers gebruik van de luchthaven.

## Ligging
De luchthaven van Norwich ligt ongeveer 5 kilometer ten noorden van de stad Norwich. Het vliegveld ligt in het oosten van het Verenigd Koninkrijk. De landingsbaan van het vliegveld heeft een lengte van 1,841 meter, deze ligt van oost naar west. De luchthaven van Norwich was in 2017 de 29e drukste luchthaven van het Verenigd Koninkrijk.

## Geschiedenis
Het huidige Norwich Airport is ontstaan in de Tweede Wereldoorlog voor een bommenwerperbasis van de RAF. Hiervoor bestond er echter al een eerder "Norwich Airport" op een andere nabije locatie.
In maart 1967 verlaat de luchtmacht het veld. De eigendommen gaan op dat moment van het ministerie van Defensie naar de gemeente Norwich en het graafschap Norfolk.
In maart 2004 verkochten de stads- en districtsraden 80,1% van Norwich Airport Ltd. aan Omniport, terwijl de resterende 19,9% werd behouden. Omniport heeft ook 100% van Norwich Airport Travel Ltd. overgenomen. Sinds de verkoop aan Omniport is de luchthaven een van de Britse hubs geworden voor luchtvaartmaatschappij Flybe en is het aantal vluchten en bestemmingen dat wordt aangeboden toegenomen. In 2005 begon een terminaluitbreidingsprogramma van £ 3,5 miljoen. (± 4 miljoen euro)
Op de luchthaven bevindt zich ook het particuliere Luchtvaartmuseum van de stad Norwich ten noorden van het vliegveld bij de verkeerstoren, ter nagedachtenis aan de geschiedenis van het vliegveld als een militair vliegveld en de ontwikkeling als een civiele luchthaven door de jaren heen, met veel civiele en militaire vliegtuigen te zien.
Op 28 oktober 2017, vloog KLM Cityhopper hun laatste vlucht met de Fokker 70 vanaf de luchthaven, het einde van de meer dan 40 jaar durende exploitatie van de route Norwich - Amsterdam met een door Fokker gebouwd vliegtuig. Sindsdien wordt de vlucht uitgevoerd door een Embraer 175.

## Uitbreiding
In 2015 werden er meer bestemmingen toegevoegd. Er werd een route naar Exeter gestart door Flybe. Later dat jaar zou Flybe ook vakantiebestemmingen als Alicante en Málaga toegevoegd. Deze route's zouden meerdere malen per week aangevlogen worden met een Embraer 195 eveneens van Flybe. Vanaf 2016 vliegt ook TUI Airways naar verschillende vakantiebestemmingen. Vanaf 2015 is de luchthaven al aan het uitbreiden. Buiten de vakantievluchten worden er ook vluchten binnen het Verenigd Koninkrijk uitgevoerd, onder meer door Loganair.

## Faciliteiten
Het vliegveld heeft één baan (aangeduid op 09/27), 1.841 m lang. Een kleinere startbaan van 1.285 m (aangeduid als 04/22) werd in 2006 gesloten en wordt nu gebruikt als een taxibaan (ten zuiden van baan 09/27) en parkeerterrein voor buiten dienst gestelde vliegtuigen (ten noorden van Baan 09/27). Het vliegveld heeft negen standplaatsen voor commerciële vliegtuigen.

## Bestemmingen en Luchtvaartmaatschappijen
| Luchtvaartmaatschappij | Bestemmingen |
| ---------------------- | --- |
| Aurigny                | Seizoensgebonden: Guernsey                                                                                                   |
| BH Air                 | Seizoensgebonden: Burgas |
| Flybe                  | Aberdeen, Alicante, Exeter, Málaga Seizoensgebonden: Jersey                                                                  |
| KLM                    | Amsterdam |
| Loganair               | Edinburgh, Manchester Seizoensgebonden: Jersey                                                                               |
| TUI Airways            | Tenerife Seizoensgebonden: Dalaman {begint 6 mei 2019), Heraklion, Ibiza, Korfoe, Menorca, Palma de Mallorca, Paphos, Rhodos |